# 長い灰色の線
『長い灰色の線』（ながいはいいろのせん、The Long Gray Line）は、1955年のアメリカ合衆国の伝記コメディ映画。
監督はジョン・フォード、出演はタイロン・パワーとモーリン・オハラなど。
ニューヨーク州ウェストポイントにある陸軍士官学校の教官だったマーティン（マーティ）・マーの自伝『Bringing Up the Brass』を映画化した作品である。

## ストーリー
陸軍士官学校ウェストポイントの体育助教として50年間勤めて来たマーティ・マー軍曹は辞職命令に不服で、撤回を求めて旧友の大統領と会い、思い出話が始まる―――
1903年、アイルランドからの移民マーティはウェストポイントの給仕をしてたった2か月で給料3か月分もの皿を割ってクビとなる。兵隊に志願して勤務隊に配属。体育主任ハーマン・キーラー大尉に右腕の力を見出されて手伝う。キーラー家の女中としてやってきた同郷の娘メアリー・オドンネルと結婚。マーティは故郷へ帰るつもりだったが、メアリーが嫌がり、彼の父と弟をアイルランドから内緒で呼び寄せた。世話好きでレッド・サンドストロムという候補生が運動神経抜群でも成績不良に悩んでいたところに対し、学校教師のキティ・カーターを紹介する。弟がニューヨークで成功し、一緒に仕事をしようと誘うが、やがて生れる子をウェストポイントに入学させたいと断る。妊娠も無理と言われていたが、遂に男子が生まれる。候補生たちが歌を歌い、祝福してくれるが、すぐに亡くなる。ウェストポイントからはダグラス・マッカーサー、ジョセフ・スティルウェル、オマール・ブラッドレー、ジェームズ・ヴァン・フリート、ジョージ・パットン、ドワイト・D・アイゼンハワーなどが卒業する。第一次世界大戦が始まり、レッドは優秀な成績で卒業し、結婚して出征するが、戦死し、キティは幼児を抱えて未亡人となる。レッド・ジュニアはマーティ夫妻の庇護の下に成長し、1938年ウェストポイントに入学した。キティは、卒業を待たず結婚する。しかし、相手の親が許さず、離婚という規律違反を犯した。マーテイはキティに進退を任せ、キティは自主退学して折からの第二次世界大戦に一兵卒として参加。メアリーは穏やかに生涯を終えた。一人残されたマーティの周りには若い候補生たちがおり、彼らを生き甲斐としていた。
―――マーティの話は終わり、大統領はドットソン中将に善処を依頼した。中将とマーティがウェストポイントへ帰ると待っていたのは、はなむけのウェストポイント全員の大分列式（題名の「長い灰色の線」とは、士官候補生の隊列のこと）だった。思い出深い行進曲を胸にかみしめながら、年老いたマーティ軍曹は感涙をぬぐう。

## キャスト
| 役名                                                                                                  | 俳優                         | 日本語吹替                                                                       |
| 役名                                                                                                  | 俳優                         | NETテレビ版                                                                      |
| --- | ---------------------------- | -------------------------------------------------------------------------------- |
| マーティ・マー （陸軍士官学校教官）                                                                   | タイロン・パワー             | 山内雅人                                                                         |
| メアリー・オドンネル （マーティの妻）                                                                 | モーリン・オハラ             | 来宮良子                                                                         |
| キティ／キャサリン・カーター （ジェームズの母、戦争未亡人の教師）                                     | ベッツィ・パーマー           | 武藤礼子                                                                         |
| ハーマン・キーラー （少佐、マーティの上官）                                                           | ワード・ボンド               | 雨森雅司                                                                         |
| マーティ・マー・シニア （マーティの父）                                                               | ドナルド・クリスプ           | 宮川洋一                                                                         |
| ジェームズ・N・サンドストローム・ジュニア                                                             | ロバート・フランシス         |                                                                                  |
| チャック／チャールズ・ドットソン （マーティの教え子、アメフトを諦めて学業に専念）                     | フィル・ケイリー             |                                                                                  |
| レッド／ジェームズ・ニルソン・サンドストローム （マーティの教え子でキティの夫、第一次世界大戦で戦死） | ウィリアム・レスリー         |                                                                                  |
| ドワイト・D・アイゼンハワー                                                                           | ハリー・ケリー・ジュニア     |                                                                                  |
| チェルブ／アブナー・オーバートン                                                                      | パトリック・ウェイン         |                                                                                  |
| ディニー・マーハー                                                                                    | ショーン・マクローリー       |                                                                                  |
| ルドルフ・ハインツ （マーティのライバル）                                                             | ピーター・グレイブス         |                                                                                  |
| ジョン・パーシング （第一次世界大戦時の将軍）                                                         | ミルバーン・ストーン         |                                                                                  |
| キーラー婦人                                                                                          | エリン・オブライエン＝ムーア |                                                                                  |
| マイク・シャノン                                                                                      | ウォルター・エーラーズ       |                                                                                  |
| トーマス                                                                                              | ウィリス・ボーシェイ         |                                                                                  |
| 不明 その他                                                                                           |                              | 島宇志夫 小林清志 大木民夫 田中信夫 堀勝之祐 山田康雄 羽佐間道夫 加茂喜久 富山敬 |
| 日本語吹替版スタッフ                                                                                  |                              |                                                                                  |
| 演出                                                                                                  | 演出                         | 春日正伸                                                                         |
| 翻訳                                                                                                  | 翻訳                         | 鈴木導                                                                           |
| 効果                                                                                                  | 効果                         | PAG                                                                              |
| 調整                                                                                                  | 調整                         | 山田太平                                                                         |
| 制作                                                                                                  | 制作                         | グロービジョン                                                                   |
| 解説                                                                                                  | 解説                         | 淀川長治                                                                         |
| 初回放送                                                                                              | 初回放送                     | 1972年10月1日 『日曜洋画劇場』 21:00-23:30                                       |

※テレビ吹替はソフト未収録

## スタッフ
- 監督：ジョン・フォード
- 脚本：エドワード・ホープ
- 原作：マーティ・マー（英語版）、ナルディ・リーダー・カンピオン
- 製作：ロバート・アーサー（英語版）
- 音楽：ジョージ・ダニング（英語版）、モリス・W・ストロフ（監修）
- 撮影：チャールズ・ロートン・ジュニア、チャールズ・ラング
- 編集：ウィリアム・ライオン（英語版）

## アメフト

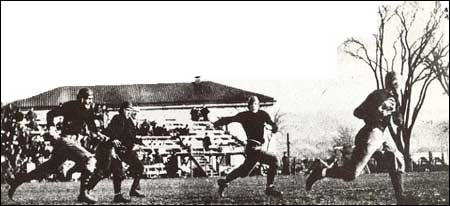
陸軍士官学校とノートルダム大学の試合の様子（1913年）

アメリカンフットボールで陸軍士官学校がノートルダム大学の新戦術によって大敗するエピソードは、1913年に陸軍士官学校とノートルダム大学の試合においてノートルダム大のガズ・ドライズとヌート・ロックニーがパスプレーとランプレーを効果的に織り交ぜる新戦術により35-13で圧勝したという史実を元にしている。それまでは大学アメフトにおいて陸軍士官学校が最強チームであったが、新戦術により無名のノートルダム大学が大勝するとパスとランを織り交ぜる戦術が広まり、現代的なアメフトが完成した。

## 作品の評価
Rotten Tomatoesによれば、9件の評論の全てが高評価で、平均点は10点満点中7.08点となっている。